# Gevind
Et gevind er et 'rillemønster', der er skabt på en indvendig eller udvendig cylindrisk overflade: Mønsteret består af én lang rille, der ligger som en helix på cylinderens overflade. Et gevind, der sidder på ydersiden af et cylindrisk legeme, (som på f.eks. en bolt) kaldes et udvendigt gevind, mens et gevind på indersiden af et cylinderformet hul (som i en møtrik) kaldes et indvendigt gevind.
Fritz C. August Thürmer der var født i Larvik, var den første til at patentere et gevind.[kilde mangler] Han udviklede og patenterede den firkantede skærebakke i 1897, hvilket revolutionerede produktionen af det udvendige gevind. Med patentet som baggrund etablerede han i 1898 sin egen fabrik, Thürmer & Co. Den fik hurtigt stor succes og udstillede blandt andet på Exposition Universelle (1900). I 1932 overtog sønnen Eric Thürmer gevindfabrikken og fortsatte udviklingen af gevindværktøj. Selskabet er stadig i familiens eje og producerer gevind og bor. Fritz C. August Thürmer var også den første til at patentere det koniske bor Patent nr. 4758 og den koniske tap patent nr.: 987 Hans oldebarn Erick Thürmer (født 1977) driver i dag Thürmer Tools.

## Gevind-standarder
For at f.eks. en bolt og en møtrik skal passe sammen, skal de involverede indvendige og udvendige gevind ikke blot være drejet i samme retning, men også have dimensioner og faconer, der passer sammen. For at sikre, at objekter med gevind fra forskellige leverandører passer sammen, er der vedtaget en række standarder, der fastlægger mål og udformning af gevind i forskellige størrelser til forskellige formål. Der eksisterer mange standarder, så følgende er på ingen måde en udtømmende liste.
- M – Metrisk gevind, ISO standard 68-1 og Dansk Standard nr. DS 976, er det system, der anvendes i Danmark og resten af verden (bortset fra USA).
- BSP og BSPT – British Standard Pipe (Tapered), DS/EN ISO 228-2, er det rørgevind, der som hovedregel anvendes i Danmark og Europa.
- NPT: National Pipe Thread – familie af amerikanske standarder for rørgevind. Taper = konisk, dvs jo hårdere de skrues sammen, des mere skulle de tætne.
- PG-gevind – Panzer gewinde, brugt bl.a. på elektriske tavler og installationsdåser. Erstattes efterhånden af metrisk gevind.
- UNC-gevind – UNified Coarse thread, UNF-gevind – UNified Fine thread, UNEF-gevind – UNified Extra Fine thread: Familie af amerikanske standarder for skruegevind.
- WG og WFG-gevind – Whitworth gevind, almindelig og fin.
- Tr-gevind – (trapez-gevind). Bruges til lineære føringer.
- Edison-gevind – bruges på elektriske glødelamper (og på andre typer pærer til belysning). De almindeligste størrelser er 10, 14 og 27 mm.

## Metrisk gevind
ISO (International Organization for Standardization) har fastlagt en gevindprofil, der betegnes med bogstavet M efterfulgt af størrelsen i millimeter (ISO standard 68-1). En M12 bolt vil passe til et frihul på 12 mm og så videre.
Gevind-stigninger
Der bruges forskellige stigninger i M-systemet. En bolt/møtrik med diameteren 10 mm vil som regel have et grovgevind, det betyder at stigningen er 1,5 (se tabel). Hvis M10 bolten har fingevind vil stigningen være på 1,0.
Hvis man har en bolt/møtrik, og vil bestemme gevindets stigning, skal man bruge en gevindtæller. I langt de fleste tilfælde vil bolte og møtrikker dog have grovgevind.
Det er muligt at tvinge et fingevind og et grovgevind sammen, men resultatet er ikke godt: gevindet bliver ødelagt og samlingen holder dårligt.
| Metrisk gevind | Stigning i mm | Udvendig gev. Ø stang | Indvendig gev. Ø hul |
| -------------- | ------------- | --------------------- | -------------------- |
| M2             | 0,40          | 2,0                   | 1,6                  |
| M3             | 0,50          | 3,0                   | 2,50                 |
| M4             | 0,70          | 4,0                   | 3,30                 |
| M5             | 0,80          | 5,0                   | 4,20                 |
| M6             | 1,00          | 6,00                  | 5,00                 |
| M7             | 1,00          | 7,0                   | 6,00                 |
| M8             | 1,25          | 8,0                   | 6,80                 |
| M10            | 1,50          | 10,0                  | 8,50                 |
| M12            | 1,75          | 12,0                  | 10,20                |
| M14            | 2,00          | 14,0                  | 12,00                |
| M16            | 2,00          |                       |                      |
| M18            | 2,50          |                       |                      |
| M20            | 2,50          |                       |                      |
| M22            | 2,50          |                       |                      |
| M24            | 3,00          |                       |                      |
| M27            | 3,00          |                       |                      |
| M30            | 3,50          |                       |                      |

## Højre- og venstredrejet gevind
Ligesom en spiral kan være både højre- og venstredrejet, kan et gevind også være enten højre- eller venstredrejet. Illustrationen til højre viser øverst et højredrejet gevind og nederst et venstredrejet gevind, også kaldet linksgevind.

Langt de fleste gevind, man støder på i dagligdagen (skruer og bolte, skruelåg på flasker og glas osv.), er højredrejede, dvs. der skal drejes i urets retning for at stramme en skrue eller skrue et låg på, og mod urets retning for at løsne skruen eller skrue låget af. På engelsk findes huskereglen "lefty-loosy, righty-tighty".
Linksgevind er sjældent forekommende, men ses dog på nogle roterende maskindele, hvor et højredrejet gevind ville have tendens til at løsne sig som f.eks. cykelpedaler, hvor der benyttes venstregevind i venstre side og højregevind i højre side.
Ligeledes bruges linksgevind på tilslutninger til flaskegas.